# Marian Rybak
Marian Rybak (ur. 2 lutego 1949 r. w Żerdzi) – prezes zarządu Grupy Azoty Zakładów Azotowych "Puławy" S.A. z siedzibą w Puławach (od lipca 2013 r.), wiceprezes Grupy Azoty. Ukończył Wyższą Szkołę Inżynierską w Lublinie, w Instytucie Technologii i Eksploatacji Maszyn, na kierunku: Obrabiarki, narzędzia, technologia budowy maszyn.
Od sierpnia 2008 r. do lipca 2013 r. pełnił funkcję członka zarządu i wiceprezesa Grupy Azoty Zakładów Azotowych "Puławy" S.A. W listopadzie 2012 r. po raz kolejny powołany na wiceprezesa Grupy Azoty "Puławy". W lipcu 2013 r. awansował na stanowisko prezesa zarządu Grupy Azoty Zakładów Azotowych "Puławy" S.A., oraz został powołany na stanowisko wiceprezesa skonsolidowanej Grupy Azoty (powstałej po połączeniu Zakładów Azotowych "Puławy" i Zakładów Azotowych w Tarnowie-Mościcach S.A.). 
W latach 1968–1971 pracował jako ślusarz w Mostostalu Warszawa - Zarząd Montażowy Puławy, Instytucie Nawozów Sztucznych w Puławach. W okresie 1971–1982 pracował jako asystent projektanta, następnie projektant w Biurze Projektów Zakładów Azotowych "Puławy" obecnie Prozap Sp. z o.o.). Od 1982 r. pracuje w Grupie Azoty Zakładach Azotowych "Puławy" S.A. - zajmowane stanowiska: kierownik Pracowni Badań Nieniszczących w Wydziale Dozoru i Badań Technicznych; kierownik Zespołu Remontowego Zakładu Amoniaku II; zastępca kierownika Zakładu Utrzymania Ruchu; inżynier Utrzymania Ruchu.
Od 1989 r. do 1991 r. pracował jako kierownik polskiej grupy mechaników pracujących w Iraku, w ramach kontraktu zawartego przez Chemadex Kraków. W latach 1981–1982 był kierownikiem grupy pracującej w Bangladeszu, w ramach kontraktu zawartego przez Instalexport.
Od 2011 r. do 2013 r. sprawował funkcję przewodniczącego Rady Nadzorczej GZNF "Fosfory" Sp. z o.o.